# Tadeusz Nieduszyński
Tadeusz Nieduszyński (ur. 12 sierpnia 1888, zm. ?) – polski prawnik, urzędnik konsularny i dyplomata.
Doktor praw. W służbie Ministerstwa Spraw Zagranicznych od 11 sierpnia 1919 jako referent w VII stopniu służbowym. 1 września 1919 objął stanowisko Konsula RP w Marsylii, które pełnił do 15 października 1926. Następnie do 15 kwietnia 1929 pełnił funkcję konsula RP w Strasburgu. Później był radcą ministerialnym. Od 1 marca 1931 do 1935 był radcą Poselstwa RP w Madrycie. Później pełnił funkcję radcy ekonomicznego MSZ (1935); następnie w stanie nieczynnym (1936–1937).

## Ordery i odznaczenia
- Krzyż Kawalerski Orderu Odrodzenia Polski (11 listopada 1936)[2]
- Medal Dziesięciolecia Odzyskanej Niepodległości[1]